# Pistonosee
Der Pistonosee (italienisch Lago Pistono oder auch Lago di Montalto) ist ein See in der Region Canavese im Gebiet der Metropolitanstadt Turin. Er ist Teil des NATURA 2000 Schutzgebietes Laghi di Ivrea.

## Geografie
Der See hat eine Fläche von etwa 0,12 Quadratkilometer und liegt im Gebiet der Gemeinde Montalto Dora bei Ivrea. Er hat eine maximale Tiefe von 16 m.
Er entstand nach dem Höchststand der letzten alpinen Eiszeit beim Rückzug des Dora Baltea-Gletschers. In der Nähe von Ivrea hinterließ der abschmelzende Gletscher in der großen linksseitigen Endmoränenzone außer dem Becken des Pistonosees noch mehrere weitere Vertiefungen, in denen heute der Siriosee, der Lago Nero, der See von Campagna und der See von San Michele liegen. Diese Seenlandschaft liegt östlich des heutigen Flusstals der Dora Baltea. Zwei weitere, kleinere ehemalige Gletscherrandseen, der Lago d’Alice und der Lago di Meugliano, liegen in der dazu passenden rechtsseitigen Endmoränenlandschaft westlich der Dora Baltea.
Der Wasserzufluss des Pistonosees kommt vor allem vom Bach Rio Montesino, an welchem früher eine Mühle stand. Der Abfluss aus dem See wird mit einem Damm kontrolliert; von dort führt ein Kanal durch die Ortschaft Montalto Dora und durch die Ebene bis zur Dora Baltea.

## Geschichte
In der Nähe des Sees liegt auf einem Hügel das Kastell von Montalto Dora.
Bei Ausgrabungen im Jahr 2003 wurden im Pistonosee die Überreste einer jungsteinzeitlichen Pfahlbausiedlung gefunden. Dieser Siedlung sowie der Urgeschichte des Piemonts und der Kulturlandschaft bei Montalto Dora ist der 2012 eröffnete „Archäologische Park des Pistonosees“ gewidmet, der eine archäologische Ausstellung und seit 2017 auch einen Freilichtbereich mit rekonstruierten jungsteinzeitliche Pfahlbauten umfasst.